# 폴터가이스트 (1982년 영화)
《폴터가이스트》(영어: Poltergeist)는 1982년 개봉된 토비 후퍼 감독의 초자연 공포 영화이다. 스티븐 스필버그가 각본을 쓰고 제작했지만, 스필버그는 《E.T.》를 제작 중이었고 계약상 다른 영화의 감독을 맡을 수 없었기에 《텍사스 전기톱 학살》(1974)의 후퍼가 감독으로 선택되었다. 영화의 배경은 캘리포니아 교외로, 이야기는 집에 침입한 악령들에 의해 어린 딸이 납치된 한 가족에 초점이 맞춰져 있다.
1982년 6월 4일 메트로 골드윈 메이어에 의해 개봉되어 비평과 상업 양면에서 성공하였으며, 1982년도 미국 내 전체 흥행 9위의 성적을 거두었다.(스필버그의 《E.T.》가 1위였다.)
1983년 제55회 아카데미상에서 음악상(제리 골드스미스), 음향상(스티븐 헌터 플릭, 리처드 앤더슨), 시각 효과상(리처드 에들런드, 마이클 우드, 브루스 니컬슨) 총 세 부문에 후보로 지명되었다. 제10회 새턴상에서는 여우 조연상(젤다 루빈스타인), 분장상, 공포 영화 부문 작품상을 수상했으며 감독상, 여우 주연상(조베스 윌리엄스), 음악상(제리 골드스미스) 후보에 올랐다.
브라보 채널은 이 영화의 한 장면을 “가장 무서운 영화 속 순간 100” 중 80위로 선정하였다. 시카고 영화 비평가 협회에서는 이 영화를 역대 영화 중 20번째로 무서운 영화로 이름을 올렸다. 이 영화는 또한 미국 영화 연구소의 “스릴 넘치는 100대 영화”(AFI's 100 Years...100 Thrills) 목록에서 84위를 차지하였다. 현재 이 영화는 공포 영화 고전으로 여겨지고 있다.
프랜차이즈화되어 속편 《폴터가이스트 2》(1986)와 《폴터가이스트 3》(1988)으로 구성된 영화 삼부작이 만들어졌으며, 1996년부터 1999년까지 파생작 텔레비전 시리즈(Poltergeist: The Legacy)가 총 4 시즌 방영되었다. 2015년에는 동명의 리메이크 영화가 개봉하였다.
배우 헤더 오로크와 도미니크 던을 포함, 영화와 관련된 여러 사람들의 조기 사망으로 인해 일부에서는 이 영화와 속편들이 저주를 받았다고 여기기도 한다.

## 줄거리
캘리포니아주 신도시에 사는 스티브와 다이앤 프릴링 부부의 평범한 가정에 텔레비전 수상기를 경유해 저 너머 이세계에서 넘어온 유령들이 모여들기 시작한다. 다섯 살 딸 캐럴 앤은 텔레비전이 백색 소음 상태일 때 유령들과 소통하게 된다. 이후 집 안에 이상 현상이 일어나더니 캐럴 앤이 벽장 속에 발생한 포털 속으로 끌려간다.
부부는 실종된 캐럴 앤을 찾기 위해 초심리학자 레시 박사에게 도움을 청하고, 레시 박사는 집에 폴터가이스트가 침투했다는 결론을 내린다. 한편 스티브는 직장 상사를 통해 자신들의 집이 공동 묘지 위에 지어졌다는 사실을 알게 된다. 레시 박사가 부른 영매 탠지나는 유령들이 캐럴 앤의 생명력에 이끌렸으며, 현재 짐승(“Beast”)이라는 존재가 캐럴 앤의 생명력을 억누르고 있다고 말한다. 부부는 캐럴 앤을 되찾기 위해 포털을 통해 이차원으로 넘어가기로 한다.

## 출연진
- 크레이그 T. 넬슨 - 스티븐 “스티브” 프릴링 역
- 조베스 윌리엄스 - 다이앤 프릴링 역
- 비어트리스 스트레이트 - 레시 박사 역
- 도미니크 던 - 데이나 프릴링 역
- 올리버 로빈스 - 로비 프릴링 역
- 헤더 오로크 - 캐럴 앤 프릴링 역
- 마이클 맥매너스 - 벤 텃힐 역
- 버지니아 카이저 - 텃힐 부인 역
- 리처드 로슨 - 라이언 미첼 박사 역
- 젤다 루빈스타인 - 탠지나 배런스 역
- 제임스 캐런 - 루이스 티그 씨 역
- 더크 블로커 - 제프 쇼 역

## 기타 제작진
- 배역: 마이크 펜턴, 제인 파인버그, 마시 리로프
- 미술: 제임스 H. 스펜서
- 특수 효과: 리처드 에들런드
- 조연출: 팻 키호, 밥 로